# Дитятин (село)
Дитя́тин (укр. Дитятин) — село в Большовцевской поселковой общине Ивано-Франковского района Ивано-Франковской области Украины.
Население по переписи 2001 года составляло 505 человек. Занимает площадь 13,343 км². Почтовый индекс — 77141. Телефонный код — 03431.

## Известные уроженцы
- Ясинский, Адам (1812—1862) — польский церковный католический деятель, епископ Пшемысля (1860—1862).